# Perry Bräutigam
Perry Bräutigam (ur. 28 marca 1963 w Altenburgu) – niemiecki piłkarz występujący na pozycji bramkarza.

## Kariera klubowa
Bräutigam jako junior grał w klubach BSG Motor Altenburg, Lokomotive Lipsk, ponownie BSG Motor Altenburg oraz FC Carl Zeiss Jena, do którego trafił w 1982 roku. W 1984 roku został włączony do jego pierwszej drużyny i zadebiutował wówczas w rozgrywkach DDR-Oberligi. W 1988 roku dotarł z klubem do finału Pucharu NRD, jednak Carl Zeiss Jena został tam pokonany przez Dynamo Berlin. W wyniku zjednoczenia Niemiec, od sezonu 1991/1992 zespół FC Carl Zeiss Jena rozpoczął starty w 2. Bundeslidze. W 1994 roku Bräutigam spadł z klubem do Regionalligi. Wówczas odszedł z Carl Zeiss Jeny.
Latem 1994 roku został graczem drugoligowego 1. FC Nürnberg. Pierwszy ligowy mecz zaliczył tam 22 sierpnia 1994 roku przeciwko ekipie Waldhof Mannheim (0:0). W sezonie 1994/1995 Bräutigam zagrał we wszystkich 34 ligowych meczach swojej drużyny.
W 1995 roku przeszedł do pierwszoligowej Hansy Rostock. W Bundeslidze zadebiutował 12 sierpnia 1995 roku w przegranym 1:2 spotkaniu z Bayerem 04 Leverkusen. W 1996 roku oraz w 1998 roku zajął z klubem 6. miejsce w Bundeslidze, które było jego najwyższym w karierze. Przez 7 lat w barwach Hansy Bräutigam rozegrał 104 ligowe mecze. W 2002 roku zakończył karierę.

## Kariera reprezentacyjna
W reprezentacji NRD Bräutigam zadebiutował 26 października 1989 roku w wygranym 4:0 towarzyskim meczu z Maltą. Po raz ostatni w kadrze zagrał 13 maja 1990 roku w zremisowanym 3:3 towarzyskim spotkaniu z Brazylią. W latach 1989–1990 w drużynie narodowej rozegrał w sumie 3 spotkania.